# Framed in Blood – The Very Blessed of the 69 Eyes
Framed in Blood – The Very Blessed of the 69 Eyes – kompilacyjny album fińskiej grupy The 69 Eyes. Został wyprodukowany przez Gaga Goodies/Poko Rekords w 2003 roku. Na rynku amerykańskim pojawił się w 2006 roku za sprawą Cleopatra Records. Płyta zawiera piosenki zarówno z okresu glam metalowego jak i gotyckiego; znajdują się na niej utwory od płyty „Savage Garden” do „Paris Kills”.

## Lista utworów
1. „Brandon Lee” (Blessed Be)
2. „Dance d’Amour” (Paris Kills)
3. „Gothic Girl” (Blessed Be)
4. „Wasting the Dawn” (Wasting the Dawn)
5. „Crashing High” (Paris Kills)
6. „The Chair” (Blessed Be)
7. „Velvet Touch” (original version) (Savage Garden)
8. „Call Me” (Wrap Your Troubles in Dreams)
9. „Stolen Season” (Blessed Be)
10. „Betty Blue” (Paris Kills)
11. „Wrap Your Troubles in Dreams” (Wrap Your Troubles in Dreams)
12. „Framed in Blood” (Blessed Be)
13. „Tang” (Savage Garden)
14. „Too Much to Lose” (Wrap Your Troubles in Dreams)
15. „Still Waters Run Deep” (Paris Kills)
16. „Ghettoway Car” (Savage Garden)
17. „Lay Down Your Arms, Girl” (Wasting the Dawn)
18. „Babysitter” (Music for Tattooed Ladies & Motorcycle Mamas Vol 1)